# Wilde Nächte
Wilde Nächte (Originaltitel: Les Nuits fauves) ist das Spielfilmdebüt des französischen Filmregisseurs und Schauspielers Cyril Collard aus dem Jahr 1992. Das Filmdrama basiert auf Collards autobiographisch gefärbtem Roman Les Nuits fauves, den er 1989 veröffentlicht hatte.

## Handlung
Paris im Jahr 1986: Der junge, promiskuitive Jean wird mit seiner HIV-Infektion konfrontiert, dem Ergebnis seiner ungeschützten Ausflüge in das Pariser Homosexuellenmilieu. Doch der attraktive Jean lebt sein Leben wie bisher weiter und denkt weder daran, seinen sexuellen Hunger zu zügeln, noch Safer Sex zu betreiben. Er trinkt, lacht und verschweigt das Testergebnis seiner neuen Liebe, der leidenschaftlichen 17-jährigen Laura, bei der er Klarheit über seine Bisexualität erfährt, sowie dem schwulen Samy, den er heimlich begehrt. In der Dreiecksbeziehung kämpft Laura bedingungslos um den sterbenskranken Jean, der durch seine Freundin über seine sexuellen Eskapaden hinaus den Wert der Liebe zu verstehen beginnt.

## Entstehungsgeschichte
Der Schauspieler und Kurzfilm-Regisseur Cyril Collard stand offen zu seiner Bisexualität und gehörte zu den ersten Künstlern in Frankreich, die öffentlich erklärten, HIV-positiv zu sein. Anfang der 1990er Jahre begann Collard seinen zweiten Roman Les Nuits fauves gemeinsam mit Jacques Fieschi für die Leinwand zu adaptieren, merkte jedoch schnell, dass kein französischer Schauspieler bereit war, seine Karriere zu riskieren und die Rolle des Jean zu übernehmen. So führte Collard bei der Verfilmung seines Romans nicht nur die Regie und komponierte die Musik, sondern spielte auch die Hauptrolle des Jean. Der Filmstart war in Deutschland im Februar 1993.

## Rezeption
Cyril Collards Spielfilmdebüt Wilde Nächte, die nüchterne, kompromisslose Annäherung an das Tabuthema AIDS entzückte und erzürnte 1992 das französische Filmpublikum. Die Kritiker applaudierten der mutigen und unnachgiebigen, fast unbekümmerten Studie. Er war der erste Filmemacher, der für die drei wichtigen Kategorien Bester Film, Beste Regie und Bestes Erstlingswerk bei den französischen Césars nominiert wurde.
In den USA lief der Film unter dem Titel Savage Nights in den Kinos, stand aber seinerzeit im Schatten von Jonathan Demmes AIDS-Drama Philadelphia. Während Collards Film nur 662.341 US-Dollar an den amerikanischen Kinokassen einspielte, brachte es Philadelphia allein in den USA auf ein Einspielergebnis von 77 Mio. US-Dollar.

## Kritiken
Der film-dienst feierte Collards Film als „Eine von bildnerischer Dynamik bestimmte Studie über Formen der Sexualität und das Lebensgefühl junger Menschen in den 80er Jahren, die unter epochebedingten moralisch-ideologischen Verunsicherungen durch Aids die Präsenz des Todes in der Liebe erfahren.“

## Auszeichnungen
1993 wurde Wilde Nächte unter dem Jurypräsidenten Marcello Mastroianni mit vier Césars ausgezeichnet, darunter die Trophäen für den besten Film, das beste Erstlingswerk und Romane Bohringer als beste Nachwuchsdarstellerin. Für Bohringer, Tochter des französischen Schauspielers Richard Bohringer, war die Rolle der Laura ausschlaggebend dafür, dass Claude Miller sie im selben Jahr für die Hauptrolle seines Films L’accompagnatrice besetzte. Tragischerweise konnte Cyril Collard den großen Erfolg seines Films nicht miterleben. Er starb am 5. März 1993 in Paris mit fünfunddreißig Jahren an der Immunschwächekrankheit AIDS, drei Tage vor der Preisverleihung.
César 1993
- Bester Film
- Bestes Erstlingswerk
- Romane Bohringer als beste weibliche Nachwuchsdarstellerin
- Bester Schnitt

Nominiert in den Kategorien
- Beste Regie
- Bestes adaptiertes Drehbuch
- Beste Filmmusik

Weitere
Torino International Festival of Young Cinema 1992
- Publikumspreis